# جيرميا إس تشيشك
جيرميا إس تشيشك (بالإنجليزية: Jeremiah S. Chechik)‏ (و. 1955  م) هو مخرج أفلام كندي، ولد في مونتريال.
.

## التعليم
تعلم في جامعة مكغيل.

## وصلات خارجية
- جيرميا إس تشيشك على موقع IMDb (الإنجليزية)
- جيرميا إس تشيشك على موقع ألو سيني (الفرنسية)
- جيرميا إس تشيشك على موقع ميوزك برينز (الإنجليزية)
- جيرميا إس تشيشك على موقع أول موفي (الإنجليزية)
- جيرميا إس تشيشك على موقع قاعدة بيانات الأفلام السويدية (السويدية)
- جيرميا إس تشيشك على موقع إن إن دي بي (الإنجليزية)
- جيرميا إس تشيشك على موقع ديسكوغز (الإنجليزية)
- جيرميا إس تشيشك على موقع قاعدة بيانات الفيلم (الإنجليزية)
- جيرميا إس تشيشك على موقع كينوبويسك (الروسية)